# Langa (Padise)
Pour les articles homonymes, voir Langa.
Langa est un village de la commune de Padise du comté de Harju en Estonie.
Au 31 décembre 2011, il compte 18 habitants.